# Estornell rosat

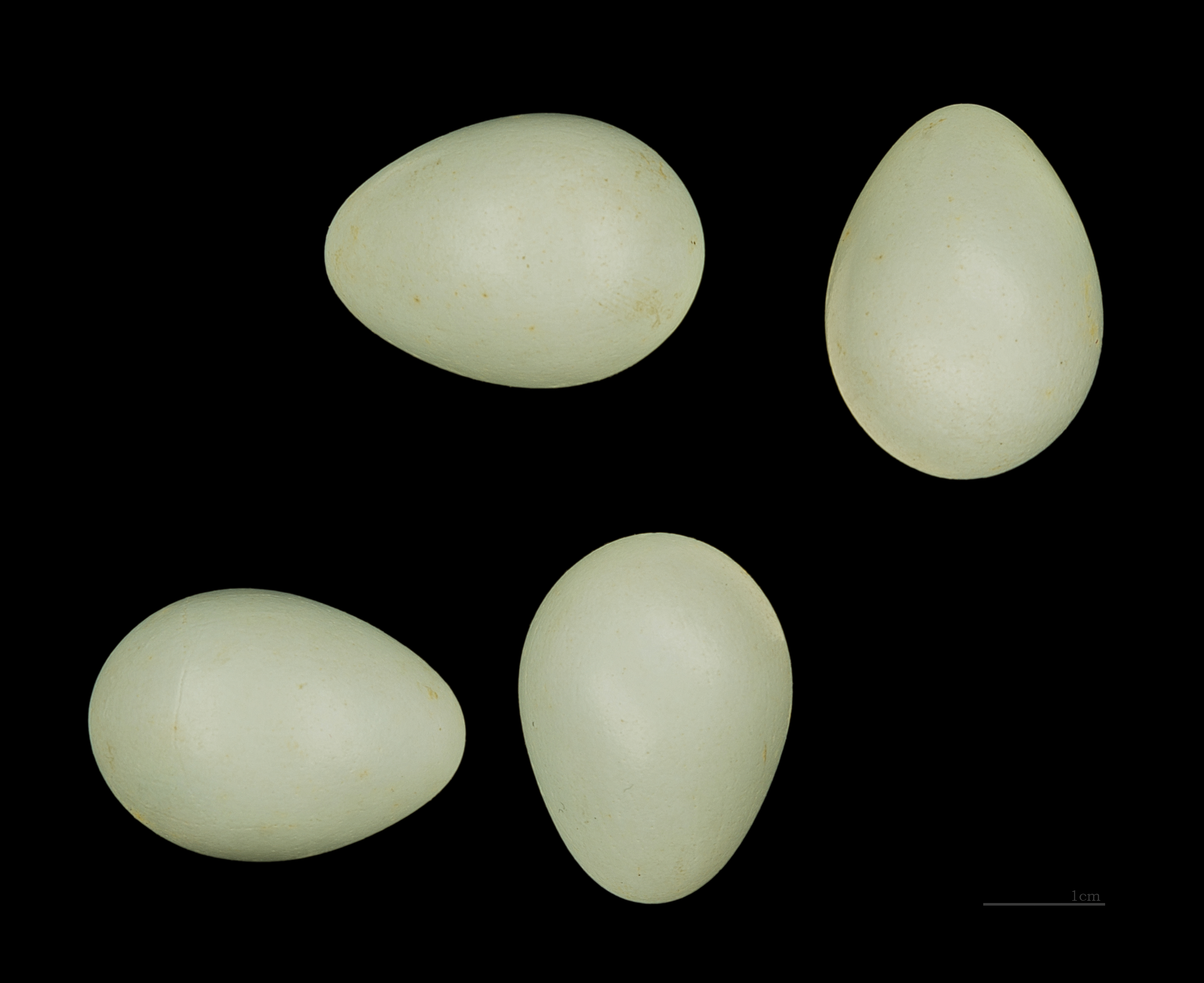
Sturnus roseus

L'estornell rosat (Pastor roseus) és un ocell de la família dels estúrnids (Sturnidae), única espècie del gènere Pastor. Es troba a Europa de l'Est i el continent asiàtic i apareix accidentalment als Països Catalans. El seu estat de conservació es considera de risc mínim.

## Descripció
L'estornell rosat adult es distingeix molt fàcilment, amb el seu cos rosat, les seves potes i bec de color taronja pàl·lid i amb el seu cap, ales i cua negra. Els mascles en la temporada reproductiva tenen les plomes del cap més esteses, formant una cresta; aquesta cresta és més curta a l'hivern i les àrees negres desenvolupen plomes de tons més pàl·lids, que desapareixen quan l'ocell repluma en apropar-se la temporada de reproducció.
És una espècie que forma colònies i, com els altres estornells, és gregari i forma grans estols a l'hivern. També comparteix la dieta omnívora dels altres estornells, amb una marcada preferència pels insectes.

## Distribució
L'estornell rosat habita l'àrea compresa entre l'est d'Europa fins a la zona temperada del sud de l'Àsia. És un ocell migratori que passa els hiverns a l'Índia i a l'Àsia tropical. A l'hivern, a l'Índia, sol superar en nombre als estrornells locals i als mines.
L'estornell rosat és un ocell que habita a l'estepa i a les terres destinades a l'agricultura. En l'època en què abunden les llagostes i altres insectes, pot migrar lluny del seu hàbitat, fins a l'Europa occidental. Als Països Catalans és una espècie accidental a la tardor i l'hivern.